# Taruga
A Taruga a kétéltűek (Amphibia) osztályába, a békák (Anura) rendjébe és az evezőbékafélék (Rhacophoridae) családjába tartozó nem. 

## Előfordulásuk
A nembe tartozó fajok Srí Lanka endemikus fajai. 

## Nevének eredete
Nevét a szanszkrit Taruga szóból alkották, aminek jelentése „fára mászó”. A név jól illik erre a fán élő fajra, mely ritkán ereszkedik le a föld színére. Gyakran még a petéit is a víz fölé nyúló növényzetre helyezi el.

## Taxonómiai helyzete
A Taruga nem korábban a Polypedates nem része volt. A legújabb vizsgálatok szerint azonban, a nem három faja önálló nemet alkot.  
A leghatározottabb megkülönböztető jel a Taruga nem és a Polypedates nem között a kloáka környékén látható kúpszerű kitüremkedések. Emellett a hallószerv feletti redő a Taruga nem esetében egyenesebb, mint a Polypedatesnél. A Taruga orra hegyesebb, mint a Polypedatesé. Az ebihalakat összehasonlítva, a  Polypedates ebihalainak kloákája egy csőből áll a bal láb és a farok között. A Taruga esetében ilyen cső nincs, csak egy nyílás a láb és a farok között. Ezen kívül számos apró különbség található a szájüregben is, például a nyelven található kinövések, melyek segítenek a taxonómiai nemek megkülönböztetésében.

## Rendszerezés
A nembe az alábbi fajok tartoznak:
- Taruga eques (Günther, 1858)
- Taruga fastigo (Manamendra-Arachchi & Pethiyagoda, 2001)
- Taruga longinasus (Ahl, 1927)